# Adafruit Industries
Adafruit Industries è un'azienda operante nel settore dell'elettronica open source e del fai da te. È stata fondata da Limor Fried nel 2005 e ha la propria sede a New York, Stati Uniti. L'azienda progetta, produce e vende prodotti elettronici, componenti elettronici, utensili e accessori oltre a risorse didattiche, tra cui video in diretta e registrati a tema elettronica, tecnologia e programmazione.

## Storia
Nel 2005, Limor Fried, allora studentessa al Massachusetts Institute of Technology, iniziò a vendere kit elettronici progettati da lei tramite il suo sito web. Successivamente si trasferì a New York City e fondò la Adafruit Industries.
Nel 2010, Adafruit Industries ha offerto una ricompensa di $1,000 per chiunque riuscisse ad hackerare il Kinect di Microsoft e sfruttarne le capacità di rilevamento del movimento per altri progetti. Adafruit, ha aumentato la ricompensa a $2,000 e poi a $3,000 a seguito dell'annuncio di  Microsoft che dichiarava di lavorare per impedire tale "manomissione".
Questo ha ulteriormente incentivato gli hacker e gli sviluppatori a trovare modi per utilizzare il Kinect in modi non previsti originariamente. Il 10 novembre 2010, la ricompensa per l'hacking del Kinect è stata vinta da Hector Martin, un hacker che ha prodotto driver open source per il dispositivo.
La società ha dichiarato 22 milioni di dollari di fatturato nel 2013 e 33 milioni nel 2014.

## Nome dell'azienda
Il nome Adafruit deriva dal soprannome di Limor Fried, "Ladyada", in omaggio a Ada Lovelace, una delle pioniere dell'informatica. L'obiettivo di Adafruit è coinvolgere più persone nella tecnologia, nella scienza e nell'ingegneria, promuovendo l'istruzione STEM (Scienza, Tecnologia, Ingegneria e Matematica).

## Prodotti
Oltre a distribuire componenti e schede di terze parti come Raspberry Pi, Adafruit sviluppa e vende le proprie schede di sviluppo per scopi didattici e hobbistici. Nel 2016, l'azienda ha diffuso Circuit Playground, una scheda con un microcontrollore Atmel ATmega32u4 e una varietà di sensori seguita, nel 2017, dal più potente Circuit Playground Express basato su Atmel SAMD21.
Molti prodotti Adafruit sono progettati con una forma circolare, il che li rende particolarmente adatti per progetti di elettronica indossabile e didattici. FLORA e Gemma sono le piattaforme di sviluppo create da Adafruit proprio per facilitare la creazione di dispositivi indossabili.
Nel 2017, il prodotto più venduto di Adafruit è stato il Circuit Playground Express. Questo dispositivo è una scheda di sviluppo versatile, dotata di vari sensori integrati, LED e pulsanti, che la rendono ideale per progetti educativi e prototipazione rapida. La sua facilità d'uso e le potenti funzionalità hanno contribuito al suo successo tra gli appassionati di elettronica e gli educatori.

### NeoPixel

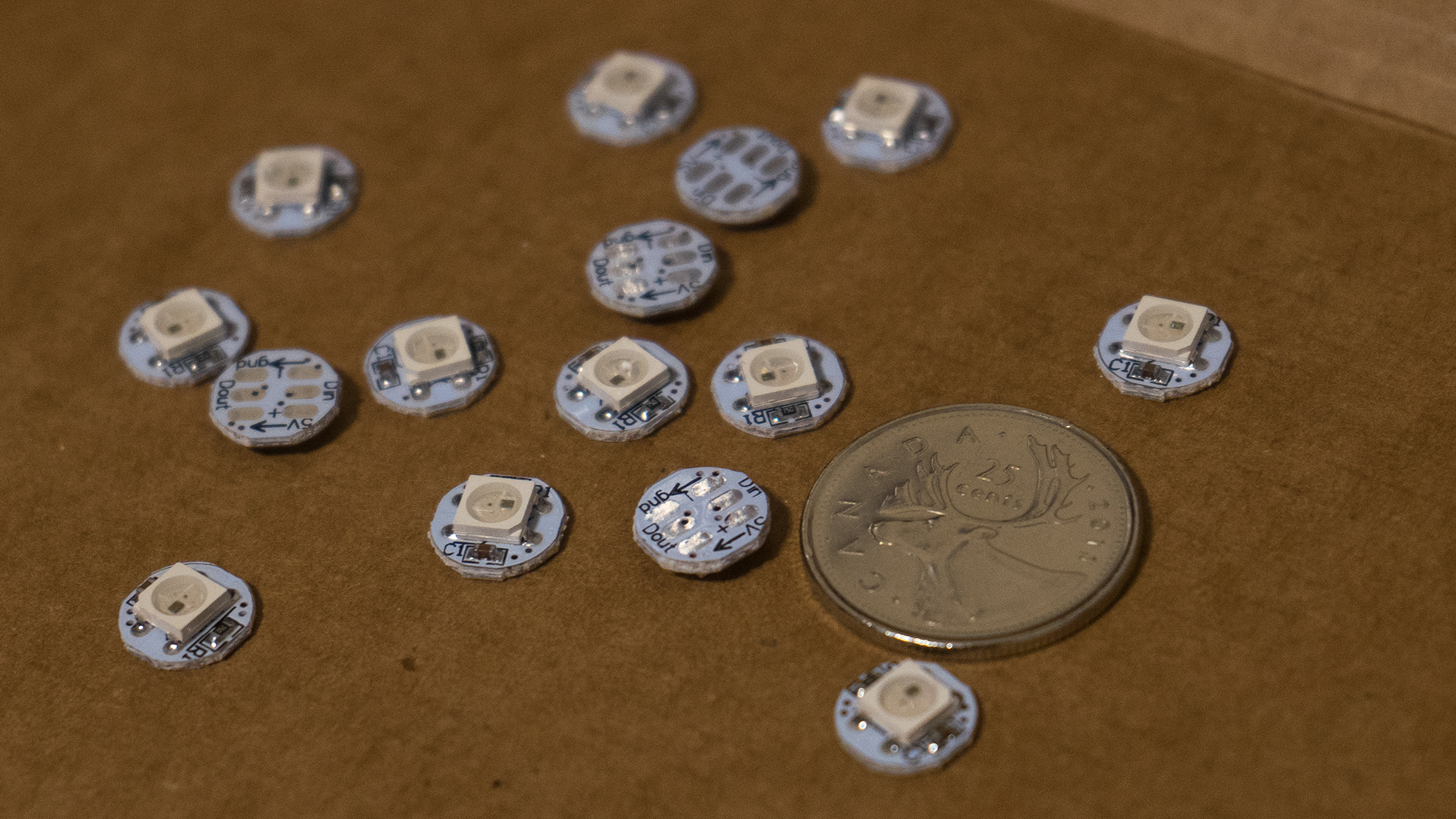
Mini NeoPixels confrontato con un quarto di dollaro canadese.

NeoPixel è una linea di LED RGB intelligenti prodotti da Adafruit, basati sui chip WS2812, WS2811 e SK6812. Questi LED possono essere controllati tramite un singolo filo e sono ideali per creare progetti luminosi e colorati. Adafruit produce numerosi prodotti con NeoPixel  con diversi fattori di forma tra cui strisce, cerchi, pannelli LED, shield per Arduino, e singoli NeoPixel con o senza PCB . Il protocollo di controllo per NeoPixels si basa su un solo cavo di comunicazione e adafruit ha sviluppato una libreria Arduino e una libreria Python per aiutare nella programmazione di NeoPixels. Oltre alla tradizionale tecnologia RGB, Adafruit produce una variante rosso-verde-blu-bianco (RGBW) di NeoPixel per tutti i prodotti, ad eccezione di quelli dotati di NeoPixel Mini 3535. Questi integrano un LED bianco aggiuntivo nel pacchetto per ulteriori possibili mix di colori e temperatura di colore (l'azienda vende singoli NeoPixel con 6000K, 4500K e 3000K di temperatura del colore).

### CircuitPython
Nel gennaio 2017, Adafruit ha introdotto CircuitPython, un fork del linguaggio di programmazione MicroPython ottimizzato per funzionare su prodotti Adafruit e di terze parti. CircuitPython funziona su schede Adafruit con un chip di memoria flash e supporta microcontrollori  e SBC.
Nel 2019, tutte le risorse relative a CircuitPython hanno trovato spazio sul sito circuitpython.org, questo per sottolineare il fatto che questo linguaggio non è legato solo allo sviluppo su hardware
Adafruit è riuscita a sviluppare una comunità che, attorno a CircuitPython,  ha contribuito con librerie software per oltre 488 sensori e driver.

### Feather development boards

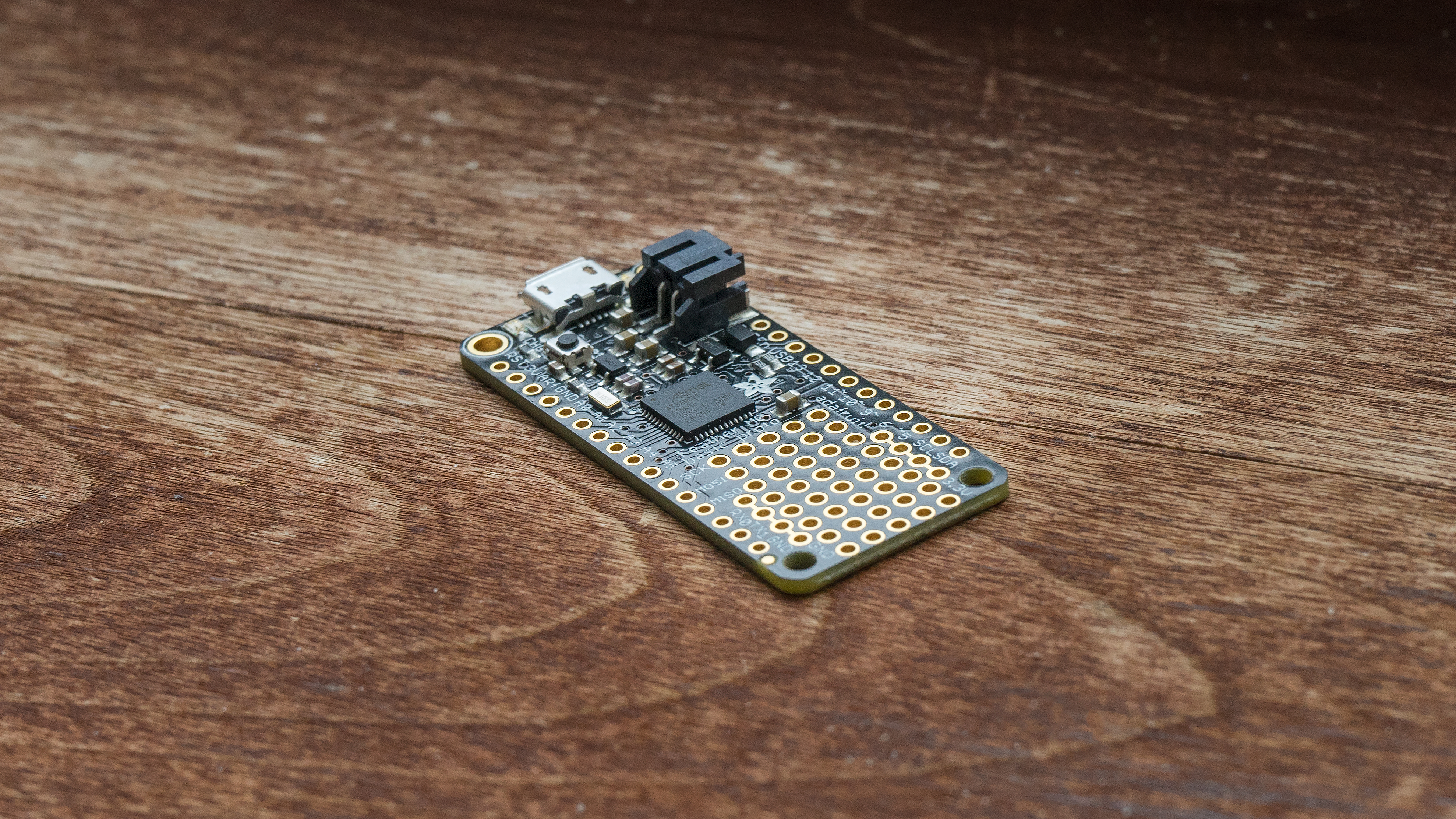
Una scheda di sviluppo Adafruit Feather M0 Basci Proto senza intestazione

Feather è il marchio più grande di Adafruit per le schede e gli accessori "Arduino-like". Le schede Feather condividono lo stesso formato, i pinout (ovvero la disposizione dei pin) e il sistema di ricarica per batterie al litio polimeri. Alcune schede Feather includono funzionalità speciali come Bluetooth, Wi-Fi o connettività alla rete cellulare, comunicazione con schede SD e altro.
Le funzionalità delle schede Feather possono essere ulteriormente estese utilizzando le schede di espansione chiamate FeatherWing che aggiungono ulteriori capacità come display LCD o array di NeoPixel, driver per motori DC e altro ancora.
Un elenco abbastanza completo di schede Feather, FeatherWings e accessori è disponibile su un GitHub Awesome List.

## Sistema di apprendimento Adafruit
Adafruit nel corso della sua storia ha pubblica tutorial che mostrano come realizzare progetti con i propri prodotti, smontare dispositivi elettronici indossabili, stampare in 3D e molto altro. Nel 2024 ne sono stati pubblicati circa 3.000. L'azienda ospita anche articoli scritti dai collaboratori.

## Presenza su YouTube
Adafruit Industries ha una presenza massiccia anche su YouTube. Il canale è attivo dal 2 aprile 2006 e l'azienda ha ricevuto il YouTube Silver Play Button nell'agosto 2015 quando ha superato i 100.000 iscritti. A ottobre 2022 gli iscritti erano saliti a 420.000.
Adafruit crea diversi tipi di video sull'elettronica e la maggior parte di essi presenta uno dei suoi prodotti. Ogni settimana vengono effettuavi live streaming.
Ask an Engineer (chiedi a un ingegnere) di Adafruit è nato nel 2010 con l'idea che gli spettatori potessero porre domande tecniche e di ingegneria in tempo reale. Durante il programma, Limor Fried, co-fondatrice di Adafruit, assemblava kit elettronici mentre rispondeva alle domande degli spettatori. Nel frattempo, suo marito, Phillip Torrone, si occupava delle spedizioni dei prodotti Adafruit. Questo formato interattivo ha reso il programma molto popolare nella comunità dei maker e degli appassionati di elettronica, offrendo un'opportunità unica per imparare direttamente dagli esperti di Adafruit.
Lo spettacolo viene trasmesso su YouTube e i contenuti dietro le quinte sono disponibili su Discord. Oltre a presentare nuovi prodotti Adafruit vengono presentate le novità su Raspberry Pi e Arduino. Lo spettacolo va in onda il mercoledì alle 20:00 ET (fuso orario di New York che corrisponde alle ore 2:00 del giorno successivo con l'ora legale) sul canale YouTube dell'azienda. Lo show è ancora condotto da Limor Fried e Phillip Torrone e vede la presenza frequente di ospiti. A febbraio 2016 si sono contate quasi 200 edizioni dello show, per un totale di quasi 7 milioni di minuti guardati, mezzo milione di visualizzazioni video e 33 mila visualizzazioni della playlist.
Show-and-Tell (mostra e racconta) era lo spettacolo dal vivo di Adafruit in cui i creatori di tutto il mondo condividevano i progetti su cui stavano lavorando. Lo spettacolo andava in onda il mercoledì alle 19:30 ET e durava 30 minuti. Era ospitato da Limor Fried e Phillip Torrone e utilizzava la piattaforma Google+ Hangouts . Nel corso dei quattro anni di attività, Show-and-Tell è stato prodotto più di 200 volte, raccogliendo più di 2,8 milioni di visualizzazioni.
Il John Park's Workshop è un appuntamento settimanale che offre video didattici e workshop live organizzati da Adafruit Industries. Il conduttore, John Edgar Park, è un esperto di elettronica e maker e tramite questi workshop insegna ai partecipanti come utilizzare vari componenti elettronici, microcontrollori e tecnologie quali CircuitPython. I workshop coprono una vasta gamma di argomenti, dai progetti di base alle applicazioni avanzate, e sono pensati per aiutare sia i principianti che i maker esperti a migliorare le loro competenze.
John interagisce con gli spettatori rispondendo alle loro domande tramite chat YouTube e Discord.
Wearable Electronics con Becky Stern (Elettronica indossabile con Becky Stern) era lo show dal vivo di Adafruit dedicato al settore dei dispositivi indossabili. L'evento è stato ospitato dall'artista americana Becky Stern  e discuteva delle novità del settore, progetti, tecniche e materiali. Andava in onda ogni mercoledì alle 14:00 ET ed è stato prodotto per 122 episodi, dal 2013 al 2016. L'ultima edizione è stata trasmessa in streaming il 10 febbraio 2016.

## Assistenza clienti
Adafruit fornisce assistenza clienti tramite i suoi forum, email, e la comunità Discord.